# Lygocecis caulentis
Lygocecis caulentis är en tvåvingeart som beskrevs av Fedotova 1985. Lygocecis caulentis ingår i släktet Lygocecis och familjen gallmyggor.
Artens utbredningsområde är Kazakstan. Inga underarter finns listade i Catalogue of Life.